# Asteroseta

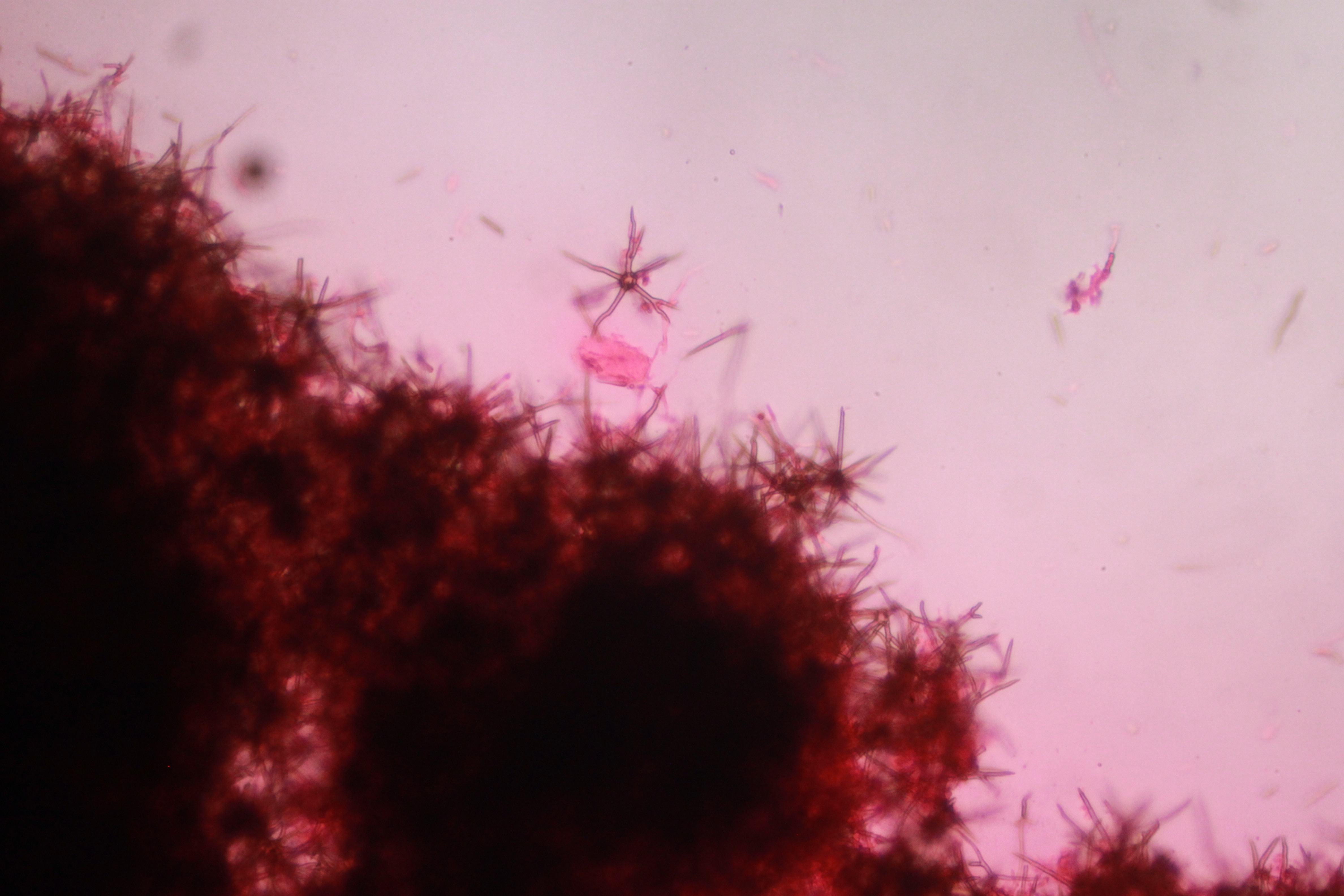
Asterosety u gwiazdoszczetki ochrowej

Asteroseta (l.mn. łac. asterosetae) – strzępka będąca szczególną odmianą szczecinki, u której główna oś tworzy szczecinkę, a wierzchołek jest gwiaździście rozgałęziony. Tego typu szczecinki występują np. u gwiazdoszczetki ochrowej (Asterostroma cervicolor) lub Asterostroma laxum.
Występowanie asteroset i ich morfologia ma duże znaczenie przy mikroskopowym oznaczaniu niektórych gatunków grzybów i czasami jest podstawą do ich klasyfikacji taksonomicznej. Należy je jednak odróżnić od asterohyfid, które również są gwiaździście rozwiniętymi strzępkami, ale nie posiadają głównej osi i w istocie są skrajnie zmodyfikowanymi dichohyfidami.